# Holger Drachmann

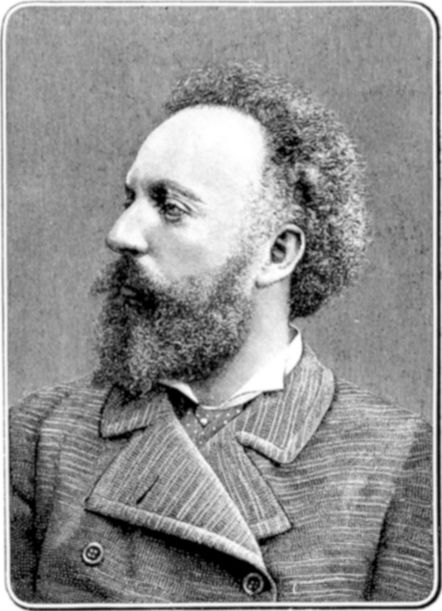
Holger Drachmann 1888

Holger Henrik Herholdt Drachmann (* 9. Oktober 1846 in Kopenhagen; † 14. Januar 1908 in Hornbæk, Seeland) war ein dänischer Maler, Journalist und Dichter.

## Leben

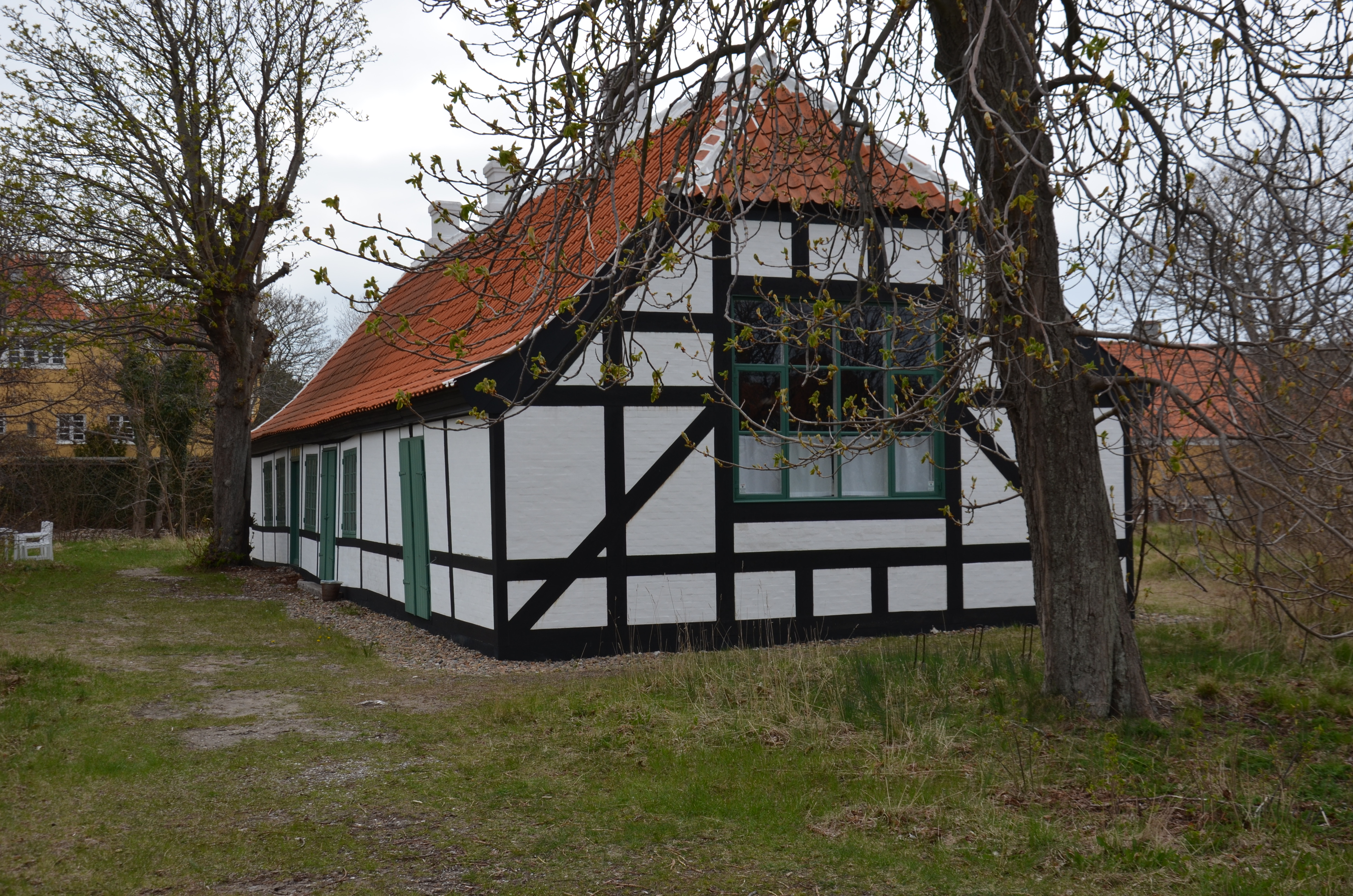
Drachmanns Hus, Giebel mit Atelierfenster, 2013

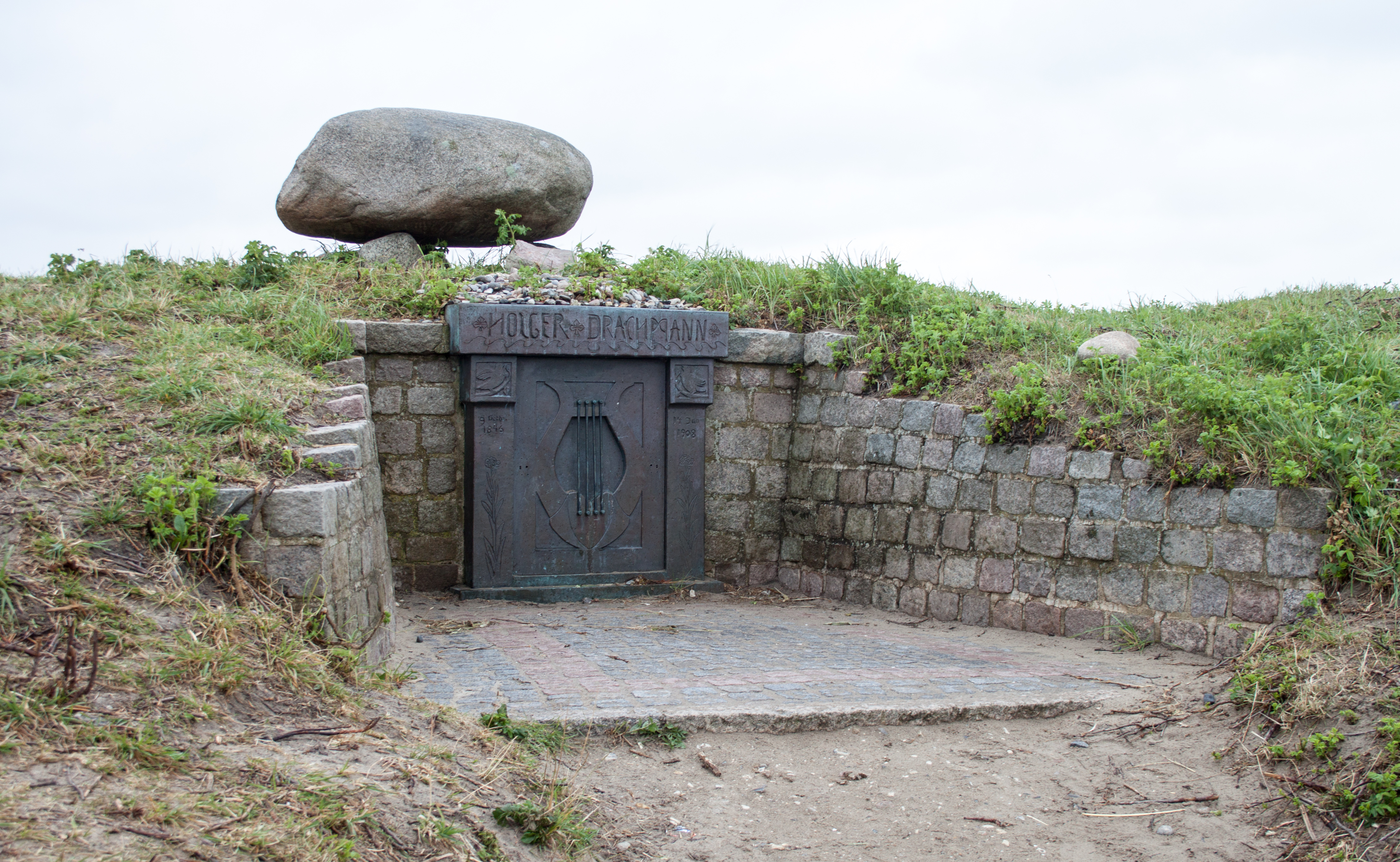
Drachmanns Grab

Holger Drachmann war der Sohn eines Marinearztes. Er studierte in Kopenhagen Kunst und wurde nach dem Studium Maler, nachdem er dort mit 19 Jahren Bekanntschaft mit dem aus dem Ausland wiedergekehrten Maler Carl Bloch machte. Die Kunst gab er aber bald zugunsten des Journalismus auf. Reisen durch Europa und ein längerer Aufenthalt in England als Journalist führten ihm die sozialen Missstände der Zeit vor Augen.
Zurück in Kopenhagen, schloss sich Drachmann dem Kreis Dichter des modernen Durchbruchs um Georg Brandes an. Mit seinen enthusiastischen Huldigungen für die Pariser Kommune und ironischen Angriffen auf die geistige Enge Dänemarks war er dort ein willkommener Gast.
In seiner späteren Liebes- und Naturlyrik wurde überwiegend das Meer als Symbol für Unruhe, Freiheit und Stärke besungen; in seinen meist realistischen Erzählungen beschrieb er heimatverbunden das Leben der Fischer. In Drachmanns Schaffen spiegelte sich sehr genau die Problematik des dänischen Bürgertums wider: das Schwanken zwischen bürgerlich und liberal. Dem Dichter erging es da ähnlich; unstet im Leben wie in der Gesinnung wandelt er sich von demokratisch zu nationalistisch. Auch Kritik am Verfall der bürgerlichen Gesellschaft, deren Untergang er prophezeite, taucht in den Werken immer wieder auf.
1902 ließ sich Holger Drachmann in Skagen nieder und nahm das Malen wieder auf. Er starb im Alter von 61 Jahren in Hornbæk auf Seeland. Die Urne mit seiner Asche wurde in Skagen an der Landspitze Grenen beigesetzt. Sein Wohnhaus wurde 1911 in ein öffentliches Museum, das Drachmanns Hus, verwandelt. Nach Drachmann ist das seit 1917 verliehene Stipendium Drachmannlegatet für Belletristikautoren benannt.

## Werke (Auswahl)
- Med Kul og Kridt (1872)
- I Storm og Stille (1875)
- Tannhäuser (1877)
- Ranker og Roser (1879)
- Midsommervisen - Vi elsker vort land (1885)
- Sangenes Bog (1889)
- Forskrevet (1890)
- Unge Viser (1892)
- Vølund Smed (1894)
- Kirke og Orgel (1904)